# Sapphire (Satellit)
Sapphire ist ein kanadischer militärischer Weltraumüberwachungssatellit. Hersteller des Satelliten ist das kanadische Unternehmen MDA Space Missions. Das Unternehmen erhielt den 65-Millionen-$-Auftrag vom Department of National Defence (DND) im Jahr 2007. Der Start des Satelliten erfolgte am 25. Februar 2013. Der Satellit wurde mit einer indischen PSLV vom Weltraumbahnhof Satish Dhawan Space Centre auf Sriharikota in die Erdumlaufbahn gebracht.

## Mission
Der Weltraumüberwachungssatellit hatte die Aufgabe, mindestens fünf Jahre lang Objekte, die sich im Erdorbit in Höhen zwischen 6.000 km und 40.000 km befinden, zu katalogisieren und zu observieren. Mithilfe des Satelliten sollten potenzielle Gefahrenlagen erkannt und abgewendet werden. Der Satellit sollte darüber hinaus dem nordamerikanischen Luftraumüberwachungsnetz des NORAD dienen. Der Satellit wird oder wurde von Kanada aus bedient. Die Daten werden oder wurden an zwei Bodenstationen in Kanada in Saskatoon und St. Hubert sowie in Guildford, England übertragen.

## Instrumente
Der Satellit wiegt ungefähr 150 kg und verfügt über verschiedene Instrumente. Das wichtigste Instrument ist ein 15-cm-Teleskop mit 1,4° Blickwinkel, mit dem der Satellit Weltraumobjekte in einer Höhe zwischen 6.000 und 40.000 km erkennen kann.